# Tommy Hamill
Thomas Hamill, plus connu sous le nom de Tommy Hamill (né le 4 mars 1929 à Ligoniel (en) en Irlande du Nord et mort le 28 mars 1996), est un joueur de football nord-irlandais qui évoluait au poste de milieu de terrain.

## Biographie

### Carrière en sélection
Avec l'équipe d'Irlande du Nord, Hamill figure dans le groupe des sélectionnés lors de la Coupe du monde de 1958. Il ne dispute toutefois aucun match avec la sélection nord-irlandaise.
Il joue tout de même une rencontre avec l'équipe d'Irlande B.

## Palmarès
- Champion d'Irlande du Nord en 1950, 1954, 1955, 1956, 1959 et 1961 avec Linfield
- Vainqueur de la Coupe d'Irlande du Nord en 1950, 1953 et 1960 avec Linfield